# John Strachan
Pour les articles homonymes, voir Strachan.
Le révérend John Strachan, né le 12 avril 1778 à Aberdeen et décédé le 1er novembre 1867 , est une personnalité influente de la politique du Haut-Canada et le premier évêque anglican de Toronto.
Fondateur du King's College en 1827, il en est président jusqu'en 1848.